# نونگمیتم راتانبالا دوی
نونگمیتم راتانبالا دوی (انگلیسی: Nongmaithem Ratanbala Devi؛ زادهٔ ۲ دسامبر ۱۹۹۹) بازیکن فوتبال اهل هند است.
وی همچنین در تیم‌های ملی فوتبال زنان هند بازی کرده‌است.